# Sex Affairs
Sex Affairs ist das Debütalbum des Dancefloor-Projekts E-Rotic. Das Album kam am 29. Mai 1995 auf den Markt. Es wurden aus dem Album drei Singles ausgekoppelt. Die erfolgreichste Single aus dem Album ist Fred Come to Bed.

## Geschichte
Im Jahr 1994 gründeten Lyane Leigh und David Brandes das Dancefloor-Projekt E-Rotic (die beiden arbeiteten bereits beim Schlager-Projekt Xanadu zusammen). Die erste Single von E-Rotic war Max Don’t Have Sex with your Ex, die am 23. Juni 1994, begleitet von einem Musikvideo (mit den E-Rotic-typischen Comic-Animationen), veröffentlicht wurde. Sie war sehr erfolgreich, und die beiden arbeiteten in der Folge am Album Sex Affairs. Lyane Leigh singt und Brandes rappt dabei.
Kurze Zeit später wurde Raz-Ma-Taz als zusätzlicher Bühnendarsteller vorgestellt. Brandes wollte für E-Rotic nicht auf die Bühne und als Mitglied nicht in Erscheinung treten, daher hatte man sich für einen Bühnendarsteller entschieden. Raz-Ma-Taz rappte nur beim Song Take My Love.
Deon von Pharao rappte beim Song „Max don‘t have Sex with your Ex“

## Musik
Sex Affairs ist stilistisch ein typisches Eurodance-Album der 1990er, das weitestgehend von stampfenden Beats und eingängigen Synthesizern dominiert wird.
E-Rotic-typisch gibt es einen zusätzlichen Instrumental-Refrain nach dem Gesangspart, und immer wieder eingestreute Geräusche, die sich wie Stöhnen beim Geschlechtsverkehr anhören.

## Titelliste
1. Max Don’t Have Sex with Your Ex — 3:29
2. Big Max — 4:20
3. Sex Me — 3:58
4. Come on Make Love to Me — 3:26
5. Fred Come to Bed — 3:56
6. Wild Love — 3:58
7. Sex on the Phone — 3:54
8. Falling for a Witch — 3:45
9. Take My Love — 4:57
10. Final Heartbreak — 3:45
11. Max Don’t Have Sex with Your Ex (Remix) — 6:12
12. Fred Come to Bed (Remix) — 5:45

## Chartplatzierungen
| ChartsChartplatzierungen | Höchstplatzierung | Wochen |
| ------------------------ | ----------------- | ------ |
| Deutschland (GfK)        | 15 (16 Wo.)       | 16     |
| Österreich (Ö3)          | 15 (16 Wo.)       | 16     |
| Schweiz (IFPI)           | 26 (11 Wo.)       | 11     |

## Coverversionen
- 2003: E-Rotic – Max Don’t Have Sex with Your Ex (2003)
- 2009: S.E.X.Appeal – Sex on the Phone (2009)
- 2020: E-Rotic - Max Don't Have Sex with Your Ex - Reboot 21